# Lordi
Лорди (Lordi) је хард рок бенд из Финског града Еспо. Најпознатији су по својим необичним костимима монструма, без којих се не појављују у јавности и без којих, како кажу, Лорди једноставно не постоје. Као представници Финске су убедљиво победили на Песми Евровизије 2006. са песмом "Hard Rock Hallelujah".
Чланови Лорда представљају се сценским именима Мр. Лорди (вокал), Амен (гитара), Окс (бас), Мана (бубњеви) и Хела (клавијатуре). Бивши чланови су Магнум (бас, 1996–2002), Калма (бас, 2002–2005), Енари (клавијатуре, 1997–2005), Кита (бубњеви, 1997–2010), Отус (бубњеви, 2010–2012) и Ава (клавијатуре, 2006–2012).

## Каријера
Мр. Лорди, рођен у Рованијемију (Лапонија), који је и основао састав, је био председник финске Кис-армије (фан клуба хард рок састава Кис). Прве демо снимке направили су 1992, више од половине садашњих чланова са саставом је од 1997, а први албум издали су 2002. Њихова музика звучи као хеви метал осамдесетих показује помешани утицај састава Кис, Зодијак Мајндварп и Алис Купер, али често садржи и упамтљиве рефрене, налик на оне какви се срећу у поп песмама. По костимографији која укључује мумије, зомбије, ванземаљце, Валкира, „рогато копиле хиљаду мегаломанијака“ и слично, сценографији са гаргојлима, секирама, моторним тестерама и пиротехником, и одговарајућем јавном имиџу, Лорди подсећају на култни амерички треш састав ГВАР. Сам Мр. Лорди каже да састав „има исту естетику као филмови страве и ужаса. Што је страшнији филм, то је забавније. А рок музика би требало да буде баш таква.“
Чланови састава се никада не појављују у јавности без својих костима. Потребно је и до пет сати како би се сви прописно нашминкали и обукли у сложене костиме, које је осмислио и израдио сам Мр. Лорди. Када је 15. марта 2006. фински таблоид Илта-Саномат („Вечерње новости“) објавио Мр. Лордијеву фотографију у свакодневној одећи на којој се видео и део лица, овај је то назвао увредом и „покушајем да се уништи њихов монструмски имиџ на чијем стварању су радили десет година“.
Get Heavy, први албум групе, достигао је платинасти тираж у Финској. Албум је у Лондону миксовао Кевин Ширли, који је претходно радио и за Ајрон мејден, Аеросмит и Блек кроуз, а сингл Would You Love a Monsterman?, који је провео четири месеца на лествицама, је пратио и стрип, те први спот у „шуми ужаса“. Хитове су имали и на два каснија албума The Monsterican Dream је праћен и „посебним издањем“ на ДВД-у који је укључивао кратки хорор филм The Kin а компилацију The Monster Show су издали у преко 20 земаља. 2005. године су били на „европској монстури“ по 15 клубова у осам европских земаља, а свирали су и са познатим саставима попут Хамерфол и Најтвиш. Певају на енглеском језику, снимају за фински БМГ. Након великог успеха и победе на Песми Евровизије 2006. издају албум The Arockalypse. Након тога следи албум Deadache, а убрзо након албума излази и филм под именом Dark Floors, у коме се појављују чланови Лорда. Песма „Beast Loose In Paradise“ снимљена је у сврху тог филма и објављена као сингл крајем 2008. године.

### Песма Евровизије 2006.
У првом кругу (13. јануара) националног избора за представника Финске на Песми Евровизије 2006. у Атини, сваки од дванаест учесника је представио по две песме од којих је публика бирала једну за финално вече 10. марта. Лорди су свирали „Hard Rock Hallelujah“ и „Bringing Back The Balls To Rock“, и публика је благом већином изабрала прву од њих, која је потом издата и као први сингл са њиховог албума „The Arockalypse“. Лорди је затим победио на финалној вечери освојивши 42,2% гласова публике (67.369) у телегласању и тако изабран за финског евровизијског представника 2006.
На Песми Евровизије 2006. Лорди су освојили прво место са 292 поена, 44 поена више од другопласираног Диме Билана, који је представљао Русију са песмом „Never Let You Go“.
Пошто су за Лорде гласале све земље осим Албаније, Јерменије и Монака, група је поставила рекорд у броју освојених поена. Максималних 12 поена су добили од Данске, Естоније, Грчке, Исланда, Норвешке, Пољске, Шведске и Уједињеног Краљевства. Лорди су такође прикупили 292 поена у полуфиналу одржаном два дана раније. Они су такође први учесник Песме Евровизије који је победио и у полуфиналу и у финалу. Лорди су отворили Песму Евровизије 2007. 12. маја 2007.

### Контроверза
Избор групе за представника Финске изазвао је контроверзе у Финској и у Грчкој. У Финској је група верских вођа отишла толико да је тражила од председнице Тарје Халонен да забрани њихово учешће. У Грчкој су бројне организације покушавале да спрече групу да учествује. Ники Константиноу, председник Уније власника ресторана и барова Грчке, је јавно затражила од народа Финске и Грчке да не дозволи групи учешће у такмичењу, тврдећи да је група сатанистичка. Још три организације у Грчкој су покренуле законске акције против групе. Сам Мр. Лорди је одговорио на оптужбе и чврсто порекао сатанизам. Изјавио је да сатанистичке групе не би написале песме као што су "Hard Rock Hallelujah" или "Devil Is A Loser". Упркос томе, или можда баш због тога, Грчка је дала групи максималних 12 поена.

### Концерт у Хелсинкију
Како би прославили победу на Песми Евровизије, Лорди су одржали јавни концерт на отвореном на тргу у Хелсинкију 26. маја 2006, на којем им је председница Финске, Тарја Халонен, уручила награду. Процењено је да је концерту присуствовало око 90.000 људи из целе Финске, као и других земаља. Овај концерт је био највећи јавни догађај у Хелсинкију икада.

## 2010. година и надаље

### Пети студијски албум
Године 2010. издају албум Babez For Breakfast. Убрзо након објављивања албума дотадашњи бубњар, Кита, напушта бенд како би се посветио свом другом бенду Stala & So. С обзиром да је његов други бенд изабран да учествује на Финском избору за Песму Евровизије 2011. године, он је морао да напусти Лорде јер се његово показивање у јавности директно противило правилу бенда које гласи да нико не сме да открива свој лични идентитет. Убрзо након његовог одласка на место бубњара долази Отус и бенд креће на турнеју под именом „Babez For Breakfast Tour“.

### Смрт Отуса, нови бубњар и одлазак Аве
Дана 14. фебруара 2012. саопштено је да је преминуо Тонми “Отус” Лилман. Детаљи око његове изненадне смрти нису званично саопштени. У априлу 2012. Лорди објављују да имају новог бубњара, али не објављују име његовог карактера као ни никакве детаље везане за њега, наводећи само да ће га до званичног представљања једноставно називати "The Drummer". Детаљи око новог бубњара као и име његовог карактера биће објављени до краја 2012. године. Дана 5. маја 2012, Лорди су одржали концерт у Италији, који је уједно био и први са новим бубњарем. Дана 25. јула 2012, Лорди су објавили да Ава више није у бенду. Разлог за њен одлазак је, како је она изјавила, личне природе, с обзиром да није више могла да се максимално посвети бенду. Мр. Лорди је рекао да су ову одлуку доносили дуже време и да је нови клавијатуриста већ пронађен, али његов лик, као и лик новог бубњара, неће бити објављени све до почетка наредне године, за кад је планиран и нови албум.

### Бокс сет
У фебруару 2012. објављено је да ће бенд, поводом прославе 20 година од свог оснивања, објавити бокс сет под називом „Scarchives Vol. 1“. Бокс сет је објављен у септембру 2012. године, и састоји се из два дела. Први део садржи ЦД који обухвата први и до сада још увек необјављени албум Лорда под називом „Bend Over And Pray The Lord - The Heavy Rock Album (1997)“. Књижица која иде уз албум је она првобитна, без икаквих дотеривања, уз коју још иде и прича о томе како је албум направљен. Други део пакета садржи први концерт Лорда, одржан у Хелсинкију 2002. године. Kao бонус, у пакету се налази и галерија бенда из тог доба као и једна трака на којој су снимљени коментари Мр. Лордија.

### „To Beast or Not to Beast“и нова постава (2012 - 2014)
Лорди су започели снимање новог албума 1. септембра 2012. године.
На свом веб сајту су објавили 17. децембра 2012. године да ће се нови албум звати „To Beast or Not to Beast“ и да ће бити објављен 8. марта 2013. године. Први сингл са албума, „The Riff“, објављен је 8. фебруара 2013. Бенд је такође објавио да су два нова члана бенда Мана (бубњеви) и Хела (клавијатуре). Нова европска турнеја, која носи назив „Tour Beast Or Not Tour Beast“, започеће у априлу 2013. године.
Бенд се 29. маја 2014. појавио на концерту у Москви који се зове Made In Finland. Заједно са њима су се појавиле и друге групе, попут Poets of The Fall, а и са њима и Тарја Турунен.
Бенд је најавио да ће на јесен 2014. године изаћи нови албум.

### Scare Force One (2014-данас)
Почетком 2014. бенд је најавио да ће на јесен изаћи нови албум, мистериозно назван SFO. На лето исте године су најавили да се албум зове Scare Force One и да ће изаћи на Ноћ вештица наведене године.Први сингл Nailed By The Hammer Of Frankenstein је изашао 19. септембра. Други сингл назван као и албум, је изашао непосредно пред излазак албума.Постоји и видео спот у којем људи из авиона постају мртви, а убиство извршавају две стјуардесе.Мртви људи затим постају зомбији и вампири.

## Чланови бенда
- Mr. Lordi - Вокал
- Amen - Гитара
- OX - Бас гитара
- Hella - Клавијатуре
- Маna - Бубњеви

## Бивши чланови
- Awa - Клавијатуре (2006-2012)
- Otus - Бубњеви (2010-2012)
- Kita - Бубњеви (2000-2010)
- Enary - Клавијатуре (1997-2005)
- Kalma - Бас гитара (2002-2005)
- Magnum - Бас гитара (1999-2002)
- G-Stealer - Бас гитара (1996-1999)

## Дискографија

### Албуми
- (1993) - први демо албум (необјављен)
- (1997) - први студијски албум (објављен уз бокс-сет 2012)
- (2002)
- (2004)
- (компилација) (2005)
- (2006)
- (2008)
- (компилација) (2009)
- (2010)
- (компилација) (2012)
- (2013)
- (2014)
- (2016)
- (2018)
- (2020)

### Синглови
- Would You Love A Monsterman? (2002)
- Devil Is A Loser (2003)
- My Heaven Is Your Hell (2004)
- Blood Red Sandman (2004)
- Hard Rock Hallelujah (2006)
- Who's Your Daddy? (2006)
- It Snows In Hell (2006)
- They Only Come Out At Night (2006)
- Beast Loose In Paradise (2008)
- Bite It Like A Bulldog (2008)
- Deadache (2008)
- This Is Heavy Metal (2010)
- Rock Police (2010)
- The Riff (2013)
- Nailed By The Hammer Of Frankenstein (2014)
- Scare Force One (2014)

### Спотови
- Would You Love A Monsterman? (2002)
- Devil Is A Loser (2003)
- Blood Red Sandman (2004)
- Hard Rock Hallelujah (2006)
- Who's Your Daddy? (2006)
- Would You Love A Monsterman? (2006) (2006)
- It Snows In Hell (2006)
- Hard Rock Hallelujah Eurovision Edition (2007)
- Bite It Like A Bulldog (2008)
- This Is Heavy Metal (2010)
- The Riff (2013)
- Scare Force One (2014)

### Двд
- „Market Square Massacre“ (2006)
- „Bringing Back The Balls To Stockholm“ (2007)
- „Get Heavy - First Gig Ever“ (2012)

### Филмови
- „The Kin“ (2004)
- „Dark Floors“ (2008)
- „Monsterman“ (2014)

### Обраде
- „Midnight Mover“ - верзија уживо са сингла They Only Come Out At Night (песма групе Accept)
- „He's Back (The Man Behind The Mask)“ - извођена на концертима (песма од Алис Купера)
- „The House“ - са финске верзије албума Deadache (песма групе Динго)

## Остала Издања

### Стрипови Мр. Лордија
- „Monster Magazine“
- „The Uninvited Guests“
- „Keräilijä“
- „Lordi 1: Alkuperä“ („Порекло“)
- „Lordi 2: Verenjano“ („Жеђ за крвљу“)
- „Lordi 3: Verensininen“ („Плава крв“)

### Књиге о Лордима
- Jussi Alroth: „Mie oon Lordi“ („Ја сам Лорди“)
- „The Songs For The Rockoning Day - The Complete Lordi Song Book“